# ISP-Gate
ISP-Gate (Internet-Service-Provider-Gate) ist ein unreguliertes DSL-Vorleistungsprodukt, das von alternativen Anbietern genutzt wird, um Internetzugangsdienstleistungen anbieten zu können, die auf T-DSL-Anschlüssen der Deutschen Telekom aufsetzen. Dabei wird der DSL-Verkehr wie bei T-DSL-ZISP von knapp 8.000 Hauptverteiler-Standorten in einem Konzentrationsnetz gebündelt und an Broadband Remote Access Server (BRAS) an 73 Standorten übergeben. Anders als beim T-DSL-ZISP werden aber die L2TP-Tunnel vom BRAS über das IP-Backbone-Netz der Deutschen Telekom an einem einzigen Standort dem Internet-Service-Provider übergeben.
Aus funktionaler Sicht kann ISP-Gate in Verbindung mit T-DSL-Resale-Anschlüssen als IP-Bitstromzugang angesehen werden. Aus regulatorischer Sicht stellt das Produktbündel aus T-DSL-Resale-Anschluss und ISP-Gate jedoch keinen vollwertigen IP-Bitstromzugang dar, da dieses Produkt weder entbündelt ohne Festnetzanschluss der Telekom erhältlich ist noch einen Zugang zum Endkunden mit individuellen Qualitätsparametern der Verkehrsströme (u. a. Provider-definierte DSLAM-Schaltprofile) beinhaltet, so dass der ISP damit keine Endkunden-Internetzugangsprodukte mit eigenen definierten Eigenschaften anbieten kann.
ISP-Gate ist für Internet-Service-Provider geeignet, die über kein weitverzweigtes IP-Backbone-Netz verfügen und sich daher den DSL-Verkehr unter Zuhilfenahme des IP-Backbone-Netzes der Deutschen Telekom an geeignete eigene Standorte zuführen lassen.